# Escut de Rocafort
L'escut de Rocafort és un símbol representatiu oficial de Rocafort, municipi del País Valencià a l'Horta Nord. Té el següent blasonament:
| « | Escut mig truncat i partit. Al primer, gos llebrer saltant en camp d'atzur. Al segon, en camp d'or, els quatre pals de gules. Al tercer, en camp de gules, la palma d'or. Al timbre, corona de senyor. | » |

## Història
Aprovat per Decret 1836/1961, de 22 de setembre de 1961, BOE núm. 244 de 12 d'octubre de 1961 d'acord amb el dictamen de la Reial Acadèmia de la Història.
El primer quarter representa els símbols del llinatge Català; en el segon els quatre pals en camp groc són el símbol tradicional de la Corona d'Aragó i l'antic Regne de València. La palma representa a Sant Sebastià, patró de la localitat. La corona de senyor recorda el senyoriu de Rocafort
Aquest escut oficial és una reducció de l'escut que proposà Mosén Vicent Sorribes com a cronista oficial de la localitat. De fet, l'ajuntament utilitza aquest altre que incorpora com a ornaments un pergamí i dues branques de llorer. Per timbre, porta una corona de Baró.

Antigament l'Ajuntament utilitzava com a segell municipal un cairó amb els quatre pals d'Aragó situat sobre un pergamí i voltat per una rama de llorer i una palma, timbrat amb una corona de marquesat.